# یوانیس گیانولیس (شناگر)
یوانیس گیانولیس (به انگلیسی: Ioannis Giannoulis) (زادهٔ ۸ ژانویهٔ ۱۹۸۸) شناگر اهل یونان است.